# 陈奇 (画家)

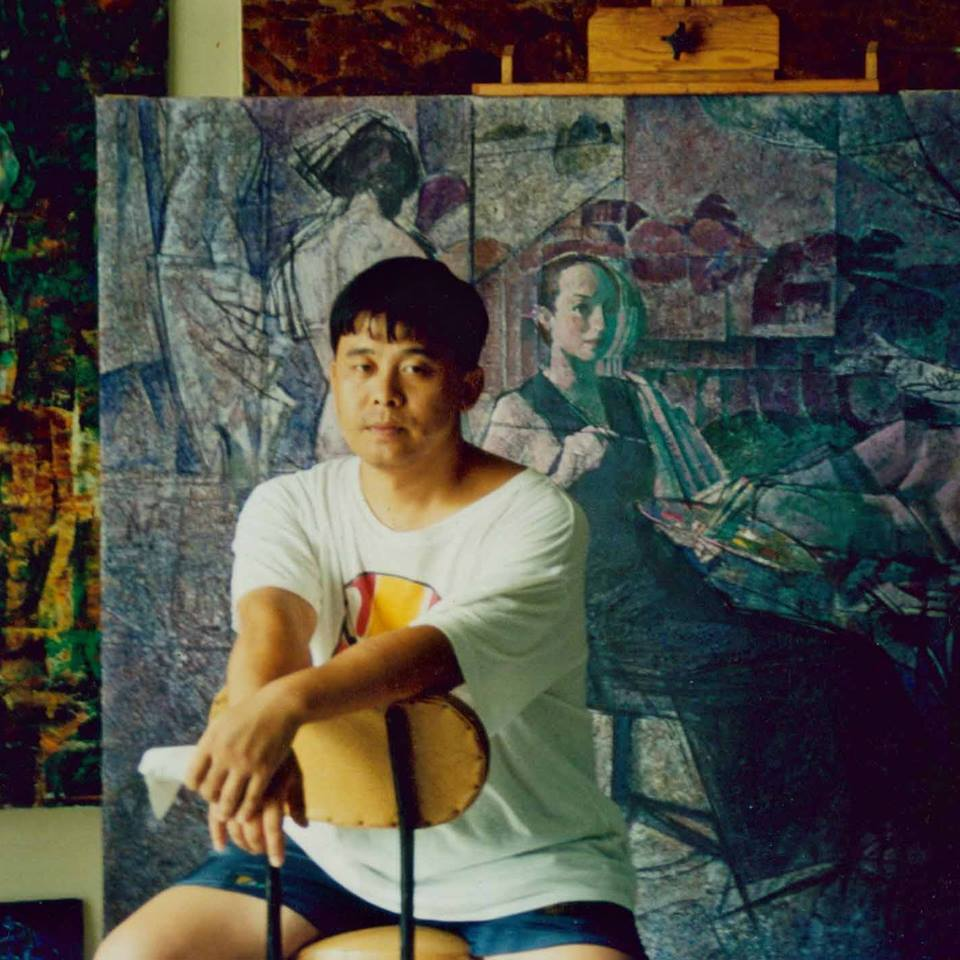
画家陈奇在画室.

陈奇，（1956年—），辽宁沈阳人，字悟石，旅居新加坡华人画家。陈奇的作品以人物画和油画见长。陈奇的作品涉猎了中国水墨和西洋油彩两个不同的领域，并于90年代中期于新加坡开创了双栖绘画运动，因此被人称为双栖画家。陈奇的画风受到了德国表现主义的强烈影响，注意运用颜色语言来表达思想和情感。谢清评价陈奇的作品，“富有童趣，构图丰厚，用色大胆。书法更是一绝”。

## 生平
陈奇于1989年在新加坡首次参加展览， 由新加坡文化部艺术中心所资助。展出作品名为《人体》，同期展出的作品有靳尚谊的《古画前的少女》，吴冠中的《家》。陈奇的作品得到了当时新加坡艺评家陈世集的重视，陈氏当月于联合早报撰文，点评展览作品，特意提及陈奇的人体，并认为其艺术性最高。。
陈奇曾经任职于中国书画协会，中国美术家协会，辽宁省舞台美术家协会等体制内组织与协会。陈奇现在作为职业画家，在新加坡奇缘艺术中心、新加坡良一投资有限公司、中国盛京画院等机构任职。
陈奇的绘画风格被评论为结合了中国古典和西方美学的双重特点，并因此而受到了重视。

## 艺术风格

### 双栖艺术
陈奇的艺术风格着重于光线和色彩的创新。他的艺术理念受到委拉斯开兹、彼得·保羅·魯本斯与伦勃朗的启发，在在对于光与色的反射，反光效果，限定空间概念的引用，和情感宣泄等方面，陈奇借鉴了莫奈、梵高与塞尚等19世纪画家。在工艺上，陈奇受到了乔治·鲁奥和巴尔蒂斯的影响。

## 代表作品
- 童趣图
- 母子同乐图
- 藏美人图
- 藏美人图
- 天之民组图